# Coelotrypes pulchellus
Coelotrypes pulchellus är en tvåvingeart som först beskrevs av Mario Bezzi 1920.  Coelotrypes pulchellus ingår i släktet Coelotrypes och familjen borrflugor. Inga underarter finns listade i Catalogue of Life.